# Ctenochaetus striatus
Ctenochaetus striatus és una espècie de peix pertanyent a la família dels acantúrids.

## Descripció
- Pot arribar a fer 26 cm de llargària màxima (normalment, en fa 18).
- 8 espines i 27-31 radis tous a l'aleta dorsal i 3 espines i 24-28 radis tous a l'anal.
- Escates petites.
- Té taques de color taronja al cap.
- L'aleta pectoral és groguenca, mentre que la caudal i les ventrals són marrons.[3][4][5]

## Alimentació
Menja algues (incloent-hi diatomees) i diversos invertebrats petits.

## Depredadors
A la Polinèsia Francesa és depredat per Cephalopholis argus, Epinephelus merra, Lutjanus fulvus i Lutjanus monostigma.

## Hàbitat
És un peix marí, associat als esculls i de clima tropical (24 °C-28 °C; 35°N-30°S, 32°E-130°W) que viu entre 3 i 30 m de fondària (normalment, entre 6 i 30).

## Distribució geogràfica
Es troba a l'Índic i el Pacífic (llevat de les illes Hawaii, les Marqueses i l'illa de Pasqua).

## Observacions
N'hi ha informes d'intoxicacions per ciguatera.